# 潮見佳男
潮見 佳男（しおみ よしお、1959年〈昭和34年〉3月28日 - 2022年〈令和4年〉8月19日）は、日本の法学者。専門は民法。学位は、博士（法学）。京都大学大学院法学研究科教授。旧司法試験第二次試験考査委員（民法）。愛媛県西条市出身。北川善太郎門下。弟子として長野史寛など。

## 経歴
- 1977年3月 - 愛媛県立今治西高等学校卒業
- 1981年3月 - 京都大学法学部卒業
- 1983年3月 - 京都大学大学院法学研究科博士前期課程修了
- 1985年
  - 3月 - 京都大学大学院法学研究科博士後期課程中退
  - 4月 - 大阪大学法学部助手
- 1988年4月 - 大阪大学法学部助教授
- 1993年7月 - 京都大学より博士（法学）の学位を授与される。タイトルは『契約規範の構造と展開』[2]。
- 1995年4月 - 大阪大学法学部教授
- 1995年-1996年 - ドイツ・ケルン大学にて在外研究
- 1999年4月 - 京都大学大学院法学研究科教授[3]
- 2015年4月-2017年3月 - 京都大学大学院法学研究科長・法学部長
- 2018年4月-2021年9月 - 京都大学副学長（法務・コンプライアンス担当）[4]
- 2022年8月19日午後5時43分 - 急性心不全のため自宅で死去[1]。63歳没。死没日付をもって正四位に叙され、瑞宝中綬章を追贈された[5]。

## 学説
債権総論の体系について、請求権を中心に把握してきた従来の伝統的立場を、契約その他の債権発生原因と切り離された意味のないものであると批判した上で、請求権は一つの手段に過ぎず、債権債務関係が設定された本来の目的である債権者の利益を中心に債権総論を構築し直すべきとして「債権総論についてのパラダイム転換」を主張している。師である北川の『契約責任の研究』（有斐閣、1963年）に触発されつつも、これをさらに深化させ、ドイツ法由来の解釈によって導かれる従来の伝統的ドグマをことごとく否定した上で、さらに安全配慮義務論や履行障害論など近年における債権総論の新たな理論展開の成果をすべて体系的に取り込もうとする試みといえる。

## 業績
- 詳細は、本ページ『著作』欄を参照。単著（改訂版を含む）49冊、共著・編著60冊、分担執筆46本、論文140本、判例研究109本、その他の論考が142本。1983年から2022年までの40年間をベースに考えると、1年平均約13本以上で、弟弟子の山本敬三をして「尊敬の念を通り越して、畏怖の念を覚えます。」と言わしめた。尚、この月1本というペースは、師匠である北川善太郎と同じである。[7]
- ただし、晩年は、「研究科長就任……後、研究のための時間が完全に潰えた……2015年4月～2017年3月」（2017年はしがき）[8]、「『法科大学院をとりまく学内外の雑務に追われる日々』と書いたが、今や、その当時とは到底比較することができないほどの学内公務に追われる日々となってしまった」（2018年はしがき）[9]、「この2年間は、大学副学長公務に傾注することとなり、どうにもならない状態が続いている」（2020年はしがき）[10]など、学内行政に追われる疲弊が書籍のはしがき部分で繰り返し述べられるようになっていた。

## 著作

### 単著
- 『契約規範の構造と展開』有斐閣、1991年2月。ISBN 9784641037137。
- 『債権総論講義案』 1巻、信山社出版〈講義案シリーズ 2〉、1991年12月。ISBN 9784882618003。
- 『債権総論講義案』 2巻、信山社出版〈講義案シリーズ 3〉、1992年6月。ISBN 9784882618010。
- 『債権総論』信山社出版〈法律学の森〉、1994年4月。ISBN 9784882618119。
- 『民事過失の帰責構造』信山社出版、1995年7月。ISBN 9784797220018。
- 『不法行為法』信山社出版〈法律学の森〉、1999年5月。ISBN 9784797224023。
- 『契約責任の体系』有斐閣、2000年2月。ISBN 9784641132290。
- 『契約各論』 1巻、信山社出版〈法律学の森〉、2002年1月。ISBN 9784797222159。
- 『相続法』弘文堂、2003年4月。ISBN 9784335352539。
- 『プラクティス民法 債権総論』信山社出版、2004年3月。ISBN 9784797222845。
- 『契約法理の現代化』有斐閣、2004年12月。ISBN 9784641133815。
- 『民法総則講義』有斐閣、2005年4月。ISBN 9784641133730。
- 『基本講義債権各論』 1（契約法・事務管理・不当利得）、新世社、2005年11月。ISBN 9784883840946。
- 『基本講義債権各論』 2（不法行為法）、新世社、2005年7月。ISBN 9784883840878。
- 『入門民法（全）』有斐閣、2007年12月。ISBN 9784641134997。
  - 『民法〈全〉』（改題改訂版）有斐閣、2017年6月。ISBN 9784641137660。
- 『債務不履行の救済法理』信山社〈学術選書 33 民法〉、2010年9月。ISBN 9784797254334。
- 『民法〈債権関係〉の改正に関する要綱仮案の概要』金融財政事情研究会、2014年12月。ISBN 9784322126297。
  - 『民法〈債権関係〉改正法案の概要』（改題改訂版）金融財政事情研究会、2015年8月。ISBN 9784322128239。
- 『新債権総論』 1巻、信山社出版〈法律学の森〉、2017年6月。ISBN 9784797280227。
- 『新債権総論』 2巻、信山社出版〈法律学の森〉、2017年7月。ISBN 9784797280234。
- 『詳解相続法』弘文堂、2018年12月。ISBN 9784335357626。
- 『新契約各論』 1巻、信山社出版〈法律学の森〉、2021年3月。ISBN 9784797280241。
- 『新契約各論』 2巻、信山社出版〈法律学の森〉、2021年4月。ISBN 9784797280258。

### 編集
- 『新注釈民法』 （19） 相続（1）、有斐閣〈有斐閣コンメンタール〉、2019年10月。ISBN 9784641017580。

### 編著
- 『消費者契約法・金融商品販売法と金融取引』経済法令研究会、2001年5月。ISBN 9784766804942。
- 『民法〈相続関係〉改正法の概要』金融財政事情研究会、2019年6月。ISBN 9784322134629。

### 共著
- 松岡久和、潮見佳男、山本敬三『民法総合・事例演習』有斐閣、2006年9月。ISBN 9784641134621。
- 松岡久和、潮見佳男、山本敬三『民法総合・事例演習』有斐閣、2009年3月。ISBN 9784641135437。

### 共編
- 北川善太郎・潮見佳男・西村健一郎 編『組合・寄託・請負・雇用契約』三省堂〈解説実務書式大系 7（取引編 7）〉、1998年11月。ISBN 9784385157672。
- 奥田昌道・潮見佳男 編『法学講義民法』 6（事務管理・不当利得・不法行為）、悠々社、2006年3月。ISBN 9784946406980。
- 潮見佳男・山本敬三・森田宏樹 編『特別法と民法法理』有斐閣、2006年10月。ISBN 9784641134713。
- 奥田昌道・池田真朗・潮見佳男 編『法学講義民法』 4（債権総論）、悠々社、2007年11月。ISBN 9784862420060。
- 川角由和・中田邦博・潮見佳男・松岡久和 編『ヨーロッパ私法の展開と課題』日本評論社〈龍谷大学社会科学研究所叢書 第78巻〉、2008年7月。ISBN 9784535516236。
- 比較法研究センター・潮見佳男 編『諸外国の消費者法における情報提供・不招請勧誘・適合性の原則』商事法務〈別冊NBL No.121〉、2008年5月。ISBN 9784785770938。
- 遠藤賢治・塩崎勤・潮見佳男・田頭章一・升田純 編『民事法』 1（民法・民事訴訟法）、民事法研究会〈ロースクール演習講座 1〉、2008年3月。ISBN 9784896284416。
- 笠井正俊・潮見佳男・洲崎博史・高山佳奈子・土井真一・中川丈久 編『岩波セレクト六法』（平成21年版）岩波書店、2008年12月。ISBN 9784000851091。
- 千葉恵美子・潮見佳男・片山直也 編『Law practice民法』 1（総則・物権編）、商事法務、2009年9月。ISBN 9784785716837。
- 千葉恵美子・潮見佳男・片山直也 編『Law practice民法』 2（債権編）、商事法務、2009年9月。ISBN 9784785716844。
- 松本恒雄・潮見佳男 編『民法』 1巻、信山社出版〈判例プラクティス〉、2010年3月。ISBN 9784797226263。
- 潮見佳男・中田邦博・松岡久和 編『概説国際物品売買条約』法律文化社、2010年6月。ISBN 9784589032584。
- 松本恒雄・潮見佳男 編『民法』 2巻、信山社出版〈判例プラクティス〉、2010年6月。ISBN 9784797226270。
- 松本恒雄・潮見佳男 編『民法』 3巻、信山社出版〈判例プラクティス〉、2010年8月。ISBN 9784797226287。
- 潮見佳男・中田邦博・松岡久和 編『18歳からはじめる民法』法律文化社〈From 18〉、2010年11月。ISBN 9784589032898。
- 川角由和・中田邦博・潮見佳男・松岡久和 編『ヨーロッパ私法の現在と日本法の課題』日本評論社〈龍谷大学社会科学研究所叢書 第88巻〉、2011年10月。ISBN 9784535518384。
- 潮見佳男・片木晴彦 編『民・商法の溝をよむ』日本評論社〈別冊法学セミナー No.223 新・総合特集シリーズ 4〉、2013年9月。ISBN 9784535408432。
- 二宮周平・潮見佳男 編『新・判例ハンドブック』 親族・相続、日本評論社、2014年3月。ISBN 9784535008236。
- 棚村政行・水野紀子・潮見佳男 編『Law Practice民法』 3（親族・相続編）、商事法務、2015年10月。ISBN 9784785723354。
- 川角由和・中田邦博・潮見佳男・松岡久和 編『ヨーロッパ私法の展望と日本民法典の現代化』日本評論社〈龍谷大学社会科学研究所叢書 第108巻〉、2016年3月。ISBN 9784535521650。
- 潮見佳男・北居功・高須順一・赫高規・中込一洋・松岡久和 編『Before/After民法改正』弘文堂、2017年9月。ISBN 9784335357091。
- 潮見佳男・山野目章夫・山本敬三・窪田充見 編『新・判例ハンドブック』 債権法1、日本評論社、2018年3月。ISBN 9784535008281。
- 潮見佳男・山野目章夫・山本敬三・窪田充見 編『新・判例ハンドブック』 債権法2、日本評論社、2018年4月。ISBN 9784535008298。
- 潮見佳男・千葉惠美子・片山直也・山野目章夫 編『詳解改正民法』商事法務、2018年6月。ISBN 9784785726324。
- 潮見佳男・窪田充見・中込一洋・増田勝久・水野紀子・山田攝子 編『Before/After相続法改正』弘文堂、2019年6月。ISBN 9784335357701。
- 中田邦博・若林三奈・潮見佳男・松岡久和 編『ヨーロッパ私法・消費者法の現代化と日本私法の展開』日本評論社〈龍谷大学社会科学研究所叢書 第127巻〉、2020年3月。ISBN 9784535524873。
- 鎌田薫・潮見佳男・渡辺達徳 編『債権』 2巻、日本評論社〈別冊法学セミナー No.264 新基本法コンメンタール〉、2020年10月。ISBN 9784535402645。

### 編集代表
- 『民法学の軌跡と展望 國井和郎先生還暦記念論文集』日本評論社、2002年3月。ISBN 9784535511736。

### 共訳
- ハイン・ケッツ 著、潮見佳男・中田邦博・松岡久和 訳『ヨーロッパ契約法』 1巻、法律文化社、1999年10月。ISBN 9784589021700。

### 監修
- 『債権法改正と家庭裁判所の実務』佐々木茂美・潮見佳男監修、日本加除出版、2019年6月。ISBN 9784817845597。

### 監訳
- オーレ・ランドー、ヒュー・ビール 編、潮見佳男・中田邦博・松岡久和 訳『ヨーロッパ契約法原則』 1-2巻、法律文化社、2006年12月。ISBN 9784589029744。
- オーレ・ランドー, エリック・クライフ, アンドレ・プリュム, ラインハルト・ツィンマーマン 編、潮見佳男・中田邦博・松岡久和 訳『ヨーロッパ契約法原則』 3巻、法律文化社、2008年10月。ISBN 9784589031235。
- クリスティアン・フォン・バール, エリック・クライブ, ハンス・シュルテ-ネルケ, ヒュー・ビール, ジョニー・ヘレ, ジェローム・ユエ, マティアス・シュトルメ, シュテファン・スワン, ポール・バルール, アンナ・ヴェネツィアーノ, フリデリィク・ツォル 編、窪田充見・潮見佳男・中田邦博・松岡久和・山本敬三・吉永一行 訳『ヨーロッパ私法の原則・定義・モデル準則 共通参照枠草案〈DCFR〉』法律文化社、2013年11月。ISBN 9784589035417。